# پیکتان، چشر
پیکتان (به انگلیسی: Picton) یک روستا در بریتانیا است که در ناحیه مایکل ترافورد واقع شده‌است. پیکتان ۵۸ نفر جمعیت دارد.